# Metepeira maya
Metepeira maya là một loài nhện trong họ Araneidae.
Loài này thuộc chi Metepeira. Metepeira maya được miêu tả năm 2001 bởi Piel.